# Antoon Mermans
Antoon Mermans (Lanaken, 21 augustus 1898 - Schilde, 9 juni 1963) was een Belgisch journalist, hoofdredacteur en collaborateur tijdens de Tweede Wereldoorlog

## Levensloop
Het gezin ging, toen hij nog kind was, in Aalst wonen. Hij studeerde tijdens de Eerste Wereldoorlog aan de vernederlandste universiteit van Gent. Hij kwam er in contact met het activisme en werd lid van het Gentsch Studenten Corps Hou ende Trou. Hij maakte er kennis met Lodewijk Dosfel, Hendrik Borginon en Antoon Jacob.
Na de oorlog bleef hij in Aalst wonen en trouwde er met de Waalse Virginie Van Noyen. Hij trad toe tot de Frontpartij en was actief in het onderwijs. In 1930 trad hij in dienst bij de Vlaamse Spaar- en Leenbank, die een onderdeel was van het Vlaams-nationalisme in het arrondissement Aalst. Het werd in 1934 een onderdeel van het Vlaams Nationaal Verbond. Hij werd commissaris van de Uitgeverij Dietschland, die een drukkerij had waarop de weekbladen van het VNV werden gedrukt. De bank verkeerde in 1937 in financiële moeilijkheden en Mermans nam er ontslag
Vanaf 1932 was hij ook medewerker van het VNV-blad De Schelde, in 1936 omgedoopt tot Volk en Staat, en werd parlementair verslaggever en Brussels correspondent. Er woedde in de krant een hevige twist tussen het VNV en de hoofdredacteur van de krant, Herman Van Puymbrouck, die op eigen houtje contacten onderhield met Duitse geldschieters en overdreven propaganda maakte voor nazi-Duitsland. Hij werd uiteindelijk geweerd en in 1937 werd Mermans in zijn plaats benoemd.
Begin januari 1940 stelde het Belgisch gerecht een onderzoek in naar de geheime financiering van de krant vanuit Duitsland en werd een tijdelijk verschijningsverbod opgelegd. Bij het uitbreken van de oorlog werd hij op 10 mei 1940 zoals vele anderen opgepakt en als staatsgevaarlijk naar een kamp in Frankrijk gevoerd. In augustus 1940 was hij weer in België en op 16 augustus nam hij weer de hoofdredactie van Volk en Staat op, die vanaf 16 juni weer verschenen was onder de leiding van Jan Brans. De hoofdredactie werd voortaan gedeeld tussen Mermans en Brans. De conflicten tussen beiden waren talrijk, evenals met andere leden van de redactie die aan Mermans onbekwaamheid verweten. Hij kon zich echter handhaven doordat hij stipt de partijlijn volgde en onvoorwaardelijk trouw bleef aan Staf De Clercq, Reimond Tollenaere en Hendrik Elias. In de loop van 1944 kreeg hij ook de leiding over het weekblad voor de VNV-leden, De Nationaal-Socialist. Hij had anderzijds conflicten met de bezetter, onder meer in verband met het omzeilen van de censuur.
In september 1944 vluchtte hij met zijn gezin naar Duitsland. Hij werkte er gedurende enkele maanden in opdracht van de Vlaamsche Landsleiding voor het tijdschrift Vlaanderen Vrij. In juli 1945 werd hij gearresteerd en aan België uitgeleverd. Hij werd er een van de beschuldigden in het proces tegen Volk en Staat en werd tot levenslange hechtenis veroordeeld. De straf werd later herleid tot 15 jaar, waarvan hij er vijf uitzat. Tijdens zijn proces verbleef hij in de gevangenis van de Begijnenstraat in Antwerpen. Daarna verbleef hij in de gevangenissen van Brugge, Gent, Sint-Gillis, Turnhout en Nijvel. De laatste twee jaar bracht hij door in het Klein Kasteeltje in Brussel. Hij werkte er mee aan de krantjes die voor en door de gevangenen werden geschreven, gedrukt en uitgegeven (van het maandblad Het Klein Kasteel was hij van 1948 tot 1950 de hoofdopsteller) en werkte ook mee met de welfaredienst, onder meer voor het geven van lessen.
Na zijn vrijlating werd Mermans weer journalistiek actief. Hij werkte mee aan Opstanding, uitgegeven door Walter Bouchery, de officiële spreekbuis van de Vlaamse Concentratie. Hij werkte ook mee aan het parochieblad Kerk en Leven.

## Publicaties
- De parachutisten van Orléans, relaas over zijn verblijf in het kamp van Le Vernet, 1940.
- De Leider, schets van het leven van Staf De Clercq, 1942.

## Archief
- De Oorlogsdagboeken van Mermans schreef hij gedurende de ganse tijd van zijn gevangenschap. Ze beslaan zes schriften(onuitgegeven). De laatste twee beslaan de jaren 1948-1950 en berusten bij het ADVN-archief.